# Орлия
Орлия (на гръцки: Ορλιάς, Ρέμα του Ορλιά) е река в Егейска Македония, Гърция.

## Описание
Реката извира в централната част на планината Олимп северно под връх Пиргос (Скурта, 2476 m) и тече най-общо в североизточна посока. Има много красиви водопади. Влива се в Хелопотамос южно от Карица и северно от развалините на античния град Дион.

## История
Реката е засвидетелствана в Античността под името Хеликон (Ελικών, Ελικώνας) и е свързвана с легендарния музикант Орфей. Според легендата пиерийските музи живеели в Хеликон, пеейки и танцувайки близо до своя баща Зевс. Според Павзаний тези музи разкъсали Орфей на мястото, където Хеликон изчезва в недрата на земята. Музите, съжалявайки за отвратителното си престъпление, се втурнали към водите на река Хеликон, за да се пречистят, но речният бог отказал да ги пречисти и изчезнал под повърхността на земята, за да се появи отново малко по-далеч под името Вафирас (Βαφύρας).
| „ | Има и река, наречена Хеликон. След като тече седемдесет и пет стадия, потокът изчезва под земята. След пауза от около двадесет и два стадия водата се покачва отново и под името Бафирас вместо Хеликон се влива в морето като плавателна река. Хората от Дион казват, че първоначално тази река е течала по сушата по цялото си течение. Но, продължават те, жените, които убиха Орфей, искаха да измият в него петната от кръв и тогава реката потъна под земята, за да не даде водите си за очистване на убийство. | “ |

## Водосборен басейн
→ ляв приток, ← десен приток
- → Гавдолака